# Sveti Petar u Šumi
Pour les articles homonymes, voir Sumi (homonymie).
Sveti Petar u Šumi (en italien : San Pietro in Selve) est un village et une municipalité située dans le comitat d'Istrie, en Croatie. Au recensement de 2001, la municipalité comptait 1 011 habitants, dont 93,97 % de Croates et le village seul comptait également 1 011 habitants.

## Localités
La municipalité de Petar u Šumi ne compte qu'une seule localité, le village éponyme de Sveti Petar u Šumi.